# Cuphea painteri
Cuphea painteri är en fackelblomsväxtart som beskrevs av Rose apud Koehne. Cuphea painteri ingår i släktet blossblommor, och familjen fackelblomsväxter. Inga underarter finns listade i Catalogue of Life.